# Deioneo (figlio di Eolo)
Deioneo' (in greco antico: Δηιονεύς?, Dēionèus) è un personaggio della mitologia greca. Fu re della Focide.

## Genealogia
Figlio di Eolo e di Enarete, sposò Diomeda, figlia di Xuto (e pertanto sua cugina) e fu padre di Cefalo, Attore, Eneto, Asterodia (od Asteria) e Filaco.

## Mitologia
Deioneo nacque in Tessaglia ma si trasferì in Focide, dove fondò un regno. Alla morte di suo fratello Salmoneo, accolse sua figlia Tiro e la diede in sposa all'altro fratello Creteo.

## Discendenza
Il regno di Focide fu ereditato da Attore, mentre gli altri figli fondarono regni in altre città. Attraverso Cefalo fu antenato dell'eroe Ulisse, mentre attraverso Attore fu antenato di Patroclo. Anche gli argonauti Laerte, Menezio e Ificlo discendono da Deioneo.